# Замок Розенбург
Замок Розенбург(нем. Rosenburg) основан в XII веке, в центре была цитадель, а вокруг неё пятиугольный внутренний двор. Более простые оборонительные укрепления существовали и до этого времени. Замок находится на реке Камп, левом притоке Дуная в Австрии в округе Хорн земли Нижняя Австрия.

## История
Замок впервые упоминается в документах в 1175 году. Замок был построен специально для того, чтобы контролировать торговые потоки из Богемии в Вену. В 1433 г. замок был захвачен и опустошён, но не разрушен полностью одним из военачальников гуситов Прокопом Малым. После этого замок некоторое время не восстанавливался.
В 1476 году Розенбург купил Каспар Фон Рогендорф, гофмейстер Фридриха III. Он его восстановил и продал братьям Грабнерам в 1487 году. Грабнеры продолжили расширять и укреплять замок, их дети и внуки превратили его в свою укреплённую резиденцию в стиле ренессанс. Один из потомков Грабнеров по имени Себастьян так увлёкся обустройством замка, что влез в долги и ему пришлось в итоге продать то, что он создавал своими усилиями. Он его продал в 1604 году и новым владельцем замка стал Ханс Йоргер фон Толлет, в руках которого замок был недолгое время.
В 1611 году замок купил кардинал Франц фон Дитрихштейн, который был епископом Оломоуца. Он решил сделать из часовни замка католическую церковь, которая до этого была спроектирована для протестантских богослужений. Но усилия Дитрихштейна оказались тщетны. Спустя небольшое время после его преобразований замка началась Тридцатилетняя война, которая затронула и долину реки Камп, где находился замок Розенбург. Предводитель протестантов Фрейхер фон Хофкирхен захватил Розенбург в 1620 г. и уничтожил весь немногочисленный гарнизон и свиту крепости Розенбург.
Только спустя пол века замок снова восстановило семейство Гойос. Они не только восстановили его, но и украсили. В этот же примерно период замок утратил своё былое военное значение вследствие того, что Габсбурги захватили Венгрию и угроза, которая существовала сошла на нет, так как граница переместилась южнее. Впоследствии замок всё равно стали расширять, данные работы велись до XVII века. И по сей день на территории Розенбурга сохранилась одна из самых больших рыцарских площадок (67X46м.)

## Современный период
В настоящий период в замке действует музей. В экспонаты замка входят собрания картин, произведения искусства: начиная от мебели, кончая коллекцией холодного и огнестрельного оружия средневековья и Нового времени. Также есть зал, где выставлены доисторические предметы, которые собирал барон Фердинанд фон Энгельсхофен.